# 珠海一中站
珠海一中站是珠海有轨电车1号线的一座车站。

## 车站结构
珠海一中站是岛式车站，进出该站需利用地下通道。

## 接驳公交路线
- 珠海公交：16、17、26、35、55[2]。

## 车站周边
- 珠海市第一中学[3]